# Turó de Manovens
El Turó de Manovens és una muntanya de 534 metres que es troba al municipi de Gaià, a la comarca catalana del Bages.